# ファイナライザー
『ファイナライザー』（FINALIZER SUPER TRANSFORMATION）は、1985年12月にコナミより稼働されたアーケードゲーム。ジャンルは縦スクロールシューティングゲーム。
家庭用は2010年3月24日にXbox 360のレトロゲームオンデマンド配信サービス『Game Room』で配信。また、2024年8月29日に『アーケードアーカイブス』の1作品としてPlayStation 4とNintendo Switchで配信された。

## ストーリー
西暦2050年、最新鋭防御システム「Odes-301」が突如制御不能となり、人類に宣戦布告をした。窮地に立たされた地球連邦軍は、総力を挙げて可変装甲戦闘システム「ファイナ・ライザー」を完成させた。

## 操作方法
8方向1レバー、2ボタン（左手ウェポン、右手ウェポン）で操作を行う。右手ウェポンがシールドの時は、ボタンを押している間だけシールドを前に構える。
最初は戦闘機状態となっているが、合体用パーツを取ることでロボットに変形する（2段階まで変形可能だが当たり判定も大きくなる）。戦闘機状態ではショットのみで、中型ロボットになるとショットの威力が上がり右手にシールドが付く。大型ロボットになると左手と右手で自由に武器を装備でき、様々な組み合わせを堪能できるようになる（後述）。大型ロボットの時はダメージを受けても戦闘機に戻るだけでミスにならない。

## アイテム
パーツ
時々出現するカプセルを破壊して中の合体パーツを取ることで自機が変形してパワーアップする。大型ロボットの時はカプセルの中身が武器パーツになる。武器パーツは左手用と右手用が交互に出現する。
- 合体パーツI
戦闘機の時に出現する。取ると中型ロボットに変形する。
- 合体パーツII
中型ロボットの時に出現する。取ると大型ロボットに変形する。
- V（バルカン砲）
初期状態で持っている武器。3連射可能。
- P（ロケットパンチ）
腕を飛ばして攻撃する。3連射にて一定距離進むと戻ってくる。レバー左右で軌道をコントロール可。
- C（ハイパーキャノン）
2連射だが、バルカン以上の威力を誇る。
- F（花火）
8方向に炸裂するショットを放つ。連射が利かないのが欠点。左手用のみ。
- G（散弾銃）
連射が利かないものの、やや横に拡散した弾を一斉に発射。左手用のみ。
- S（シールド）
耐久力のある限り敵の攻撃を防ぐ。耐久力は色で判断できる。右手用のみ。

武器パーツが出現している時にダメージを受けて戦闘機に戻ってから取ると、戦闘機に武器パーツが装備される。
ボーナスブロック
パーツを撃つとボーナスブロックに変化して、取ることで様々な効果が得られる。撃ち続けると何回か違うボーナスブロックに変化して元のパーツに戻る。
- B（ボーナス得点）
連続で取ると最高8000点まで上がる。
- T（タイムストッパー）
5秒間敵の動きを止める。
- F（ファイヤークラッシュ）
5秒間敵機に体当たりで倒すことが出来る。連続で倒すと高得点。
- SP（スピードアップ）
スピードが一段階上がる。後半にならないと登場しない。
- E（エネミークラッシュ）
画面内の敵が全滅する。後半にならないと登場しない。

## 移植版
| No. | タイトル         | 発売日            | 対応機種                      | 開発元                  | 発売元     | メディア                                |
| --- | ---------------- | ----------------- | ----------------------------- | ----------------------- | ---------- | --------------------------------------- |
| 1   | ファイナライザー | INT 2010年3月24日 | Xbox 360                      | KDE                     | KDE        | ダウンロード （Game Room）              |
| 2   | ファイナライザー | 2024年8月29日     | PlayStation 4 Nintendo Switch | ハムスター （移植担当） | ハムスター | ダウンロード （アーケードアーカイブス） |